# Chloroxyrrhepes virescens
Chloroxyrrhepes virescens is een rechtvleugelig insect uit de familie veldsprinkhanen (Acrididae). De wetenschappelijke naam van deze soort is voor het eerst geldig gepubliceerd in 1873 door Stål.